# Therasea huachuca
Therasea huachuca är en fjärilsart som beskrevs av Smith 1903. Therasea huachuca ingår i släktet Therasea och familjen nattflyn. Inga underarter finns listade i Catalogue of Life.